# HVV 't Gooi in het seizoen 1957/58
Het seizoen 1957/1958 was het derde jaar in het bestaan van de Hilversumse betaaldvoetbalclub 't Gooi. De club kwam uit in de Tweede divisie A en eindigde daarin op de zesde plaats. Tevens deed de club mee aan het toernooi om de KNVB beker, hierin werd de club in de vierde ronde uitgeschakeld door Sparta (1–4).

## Wedstrijdstatistieken

### Tweede divisie A
|       | Baronie | DHC   | DOSKO | EBOH  | Emma  | Hilversum | LONGA | ONA   | UVS   | De Valk | Wilhelmina | Zeist | ZFC   |
| ----- | ------- | ----- | ----- | ----- | ----- | --------- | ----- | ----- | ----- | ------- | ---------- | ----- | ----- |
| Thuis | 5 – 0   | 2 – 2 | 4 – 0 | 1 – 2 | 2 – 3 | 3 – 3     | 2 – 1 | 1 – 1 | 6 – 2 | 3 – 1   | 5 – 1      | 4 – 0 | 0 – 1 |
| Uit   | 2 – 1   | 3 – 1 | 2 – 3 | 1 – 1 | 1 – 1 | 3 – 0     | 1 – 2 | 1 – 4 | 3 – 1 | 3 – 3   | 2 – 2      | 0 – 4 | 1 – 1 |

### KNVB beker
| Voorronde                                                 | Helmond                                     | 0 – 2 (0 – 1) | 't Gooi                                       |
| 1 september 1957 Plaats: Helmond Houtsdonk                |                                             |               | Henk de Zoete Cees Houtveen                   |
| 1e ronde                                                  | 't Gooi                                     | 4 – 1 (3 – 1) | SDOUC                                         |
| 29 december 1957 Plaats: Hilversum Gemeentelijk Sportpark | Cees van Wilpen –' Cees Houtveen –', –', –' |               | –' Th. Huls                                   |
| 2e ronde                                                  | 't Gooi                                     | 2 – 0 (1 – 0) | Fortuna                                       |
| 12 april 1958 Plaats: Hilversum Gemeentelijk Sportpark    | Joop Klinkenberg 40', 50'                   |               |                                               |
| 3e ronde                                                  | 't Gooi                                     | 1 – 0 (0 – 0) | ADO                                           |
| 21 mei 1958 Plaats: Hilversum Gemeentelijk Sportpark      | Cees van Wilpen 66'                         |               |                                               |
| 4e ronde                                                  | 't Gooi                                     | 1 – 4 (1 – 0) | Sparta                                        |
| 7 juni 1958 Plaats: Hilversum Gemeentelijk Sportpark      | Joop Klinkenberg 40'                        |               | Ad Verhoeven –', –' Peet Geel Tinus Bosselaar |

## Statistieken 't Gooi 1957/1958

### Eindstand 't Gooi in de Nederlandse Tweede divisie A 1957 / 1958
| Stand | Gespeeld | Gewonnen | Gelijk | Verloren | Punten | Doelpunten voor | Doelpunten tegen |
| ----- | -------- | -------- | ------ | -------- | ------ | --------------- | ---------------- |
| 6e    | 26       | 11       | 8      | 7        | 30     | 62              | 40               |

### Topscorers
| #              | Naam                       | Goal |
| -------------- | -------------------------- | ---- |
| 1.             | Henk de Zoete              | 15   |
| 2.             | Cees Houtveen              | 14   |
| 3.             | Joop Klinkenberg           | 12   |
| 4.             | Piet Burgers               | 6    |
| 5.             | Barend van Gardingen       | 5    |
| 6.             | Henk Waterman              | 3    |
| 6.             | Cees van Wilpen            | 3    |
| 8.             | Chris Baas                 | 2    |
| 9.             | Elbert Baas                | 1    |
| Eigen doelpunt |                            |      |
| –              | Tiny van Vugt (Wilhelmina) | 1    |
| Totaal         | Totaal                     | 62   |

| #      | Naam             | Goal |
| ------ | ---------------- | ---- |
| 1.     | Cees Houtveen    | 4    |
| 2.     | Joop Klinkenberg | 3    |
| 3.     | Cees van Wilpen  | 2    |
| 4.     | Henk de Zoete    | 1    |
| Totaal | Totaal           | 10   |